# Frankenia foliosa
Frankenia foliosa är en frankeniaväxtart som beskrevs av John McConnell Black. Frankenia foliosa ingår i släktet frankenior, och familjen frankeniaväxter. Inga underarter finns listade i Catalogue of Life.